# Aspasio
Aspasio (in greco antico 'Ασπάσιος; fl. II secolo) è stato un filosofo greco antico vissuto nel II secolo.

## Biografia
Fu autore di commenti a varie opere di Aristotele, all'Etica nicomachea, che ci è pervenuto in larga parte, alle Categorie, alla De interpretatione e alla Fisica, di cui restano pochi frammenti.